# Хэндли, Тейлор
Те́йлор Ло́уренс Хэ́ндли (англ. Taylor Laurence Handley, род. 1 июня 1984, Санта-Барбара) — американский актёр.
В 1998 году Хэндли сыграл Рори Бака в фильме «Джек Фрост». В 2000 году он исполнил ведущую роль в оригинальном фильме Disney Channel «Фантом Мегаплекса». Кроме этого Хэндли появился в трёх эпизодах финального сезона «Бухты Доусона» и в одном эпизоде «C.S.I.: Место преступления». В 2003—2004 годах он снялся в шести эпизодах первого сезона «Одиноких сердец», сыграв неуравновешенного подростка Оливера Траска, который познакомившись с Мариссой Купер в клинике, становится настолько одержимым девушкой, что чуть не совершает самоубийство из-за неё.
В 2006 году Хэндли снялся в трёх фильмах: «Стандарт», «Техасская резня бензопилой: Начало» и «Зерофилия». Его следующий фильм «Последний сентябрь» вышел в кинотеатрах в 2007 году. В том же году Хэндли исполнил роль Джонни Миллера в недолго просуществовавшем телесериале CW «Тайны Палм-Спрингс». В 2009 году у него была гостевая роль в пилотном эпизоде телесериала «Саутленд»; он вернулся к своей роли во втором эпизоде второго сезона этого шоу.
Хэндли играл одну из регулярных ролей в телесериале «Вегас» с Деннисом Куэйдом. В 2016 году он присоединился к основному составу телесериала «В розыске», получив роль офицера Родерика Брандта.
Хэндли женат на Одре Линн Семинаро.